# Brachauchenius
Brachauchenius is een geslacht van uitgestorven pliosauriërs uit de orde Plesiosauria.

## Vondst en naamgeving
In 1884 vond een eigenaar van een groeve een plesiosauriërskelet in Ottawa County, Kansas. Deze waarschuwde Charles Hazelius Sternberg die toestemming kreeg van professor Othniel Charles Marsh op diens kosten het exemplaar op te graven, samen met John Potts, en kopen. Marsh verwaarloosde de vondst echter. Samuel Wendell Williston benoemde in 1903 de typesoort Brachauchenius lucasi. De geslachtsnaam betekent "kortnek" vanuit het Grieks βραχύς, brachys, "kort", en αὐχήν, auchèn, "nek" . De soortaanduiding eert Frederic Augustus Lucas.
Het holotype is USNM 4989.

## Voorkomen
Brachauchenius leefde in de zeeën rondom het Amerikaanse continent van het midden van het Vroeg-Krijt tot het begin van het Laat-Krijt (~ 130 - 93,5 miljoen jaar geleden). Het was daarmee de laatste echte pliosauriër in Noord-Amerika. Brachauchenius en verwanten werden in het Laat-Krijt vervangen door de gelijkende Polycotylidae zoals Polycotylus die in feite nauwer verwant waren aan de langhalzige plesiosauriërs. Rond de tijd dat de laatste individuen van Brachauchenius de Aarde bevolkten, begonnen zich in Afrika al vroege polycotyliden als Thililua en Manemergus te ontwikkelen. Fossielen van Brachauchenius zijn gevonden in de Verenigde Staten (Kansas) en Colombia.

## Uiterlijk en leefwijze
Brachauchenius was nauw verwant aan Kronosaurus, een andere pliosauriër uit het Krijt. Deze leefde echter rond dezelfde tijd als de vroege Brachauchenius-soorten, maar stierf al uit toen Brachauchenius nog op aarde rondzwom. Brachauchenius was met een gemiddelde lengte van acht meter iets kleiner dan zijn vroegere verwant. Er zijn echter exemplaren gevonden die tot tien meter lang werden. 
Onderscheidend is een unieke combinatie. Er zijn vijf paar premaxillaire tanden. De tanden verschillen weinig in grootte. De symfyse van de onderkaken heeft geen spatelvormige verbreding. Het schedeldak steekt ver achter de achterhoofdsknobbel uit.
De schedel van Brachauchenius was net als die van Kronosaurus enorm groot en robuust gebouwd. Met zijn gestroomlijnde lichaam en zijn vier grote, peddelvormige vinnen was Brachauchenius een snelle zeebewoner. Met het voorste paar zwempoten werden vliegende op- en neergaande bewegingen gemaakt, waardoor het water naar achter werd geduwd en het dier naar voren ging. De korte staart diende vooral als roer. Van tijd tot tijd moest Brachauchenius naar het wateroppervlak om te ademen. In tegenstelling tot de meeste mariene reptielen, die hun neusgaten moeten sluiten onderwater, had Brachauchenius een neus die zo ontwikkeld was dat dit dier in staat was onderwater te ruiken en tegelijkertijd zijn adem in te houden. Naast dit reukvermogen had deze pliosauriër ook een goed zicht gezien de grote ogen. Brachauchenius had een korte hals en een grote, afgeplatte kop, waarin zich lange tanden en krachtige kaken bevonden. De schedel was tot 1.7 meter lang. De meer voorste maxillaire tanden waren wat langer en bedoeld voor het scheuren van vlees, terwijl de meer achterste tanden ronder waren en gebruikt werden voor het kraken van de schelpen van ongewervelde zeedieren zoals ammonieten. Brachauchenius voedde zich onder meer met pijlinktvissen, haaien, grote beenvissen, zeeschildpadden, ichthyosauriërs en zelfs zijn verwanten, de plesiosauriërs. Gefossileerde plesiosauriërs en schildpadden zijn bekend als maaginhoud bij gevonden exemplaren van Kronosaurus. Het is omstreden geweest of de pliosauriërs levendbarend waren of dat ze, net als de moderne zeeschildpadden, aan land moesten gaan om hun eieren te leggen. Deze laatste mogelijkheid is echter zeer onwaarschijnlijk gezien de lengte en het gewicht van Brachauchenius.

## Ecologie
Brachauchenius leefde samen met de andere pliosauriërs Plesiopleurodon en Polyptychodon, de elasmosauriërs Thalassomedon en Libonectes, de vroege polycotylide Edgarosaurus, de vroege mosasauriërs Dallasaurus en Russellosaurus, de slangachtige, de mariene krokodilachtige Terminonaris, de mariene hagedis Adriosaurus en de tanddragende zeevogels Baptornis, Hesperornis en Ichthyornis.